# Neu-Löhdorf
Neu-Löhdorf ist ein Wohnplatz im Stadtteil Aufderhöhe der bergischen Großstadt Solingen.

## Lage und Beschreibung
Neu-Löhdorf ist ein Wohngebiet im Straßendreieck zwischen der Löhdorfer Straße im Süden, der Friedenstraße im Westen und der Höhscheider Straße im Nordosten. Von der Löhdorfer Straße zweigt eine Stichstraße ab, die den Namen des Ortes trägt. Den Ort dominiert eine Wohnsiedlung der Solinger Wohnungsbaugenossenschaft Eigenheim, die aus einigen Mehrfamilienhäusern an der Friedenstraße besteht. Am Rande von Neu-Löhdorf befindet sich außerdem die katholische Kirche Liebfrauen. 
Benachbarte Orte sind bzw. waren (von Nord nach West): Hülsen, Riefnacken, Heipertz, Greuel, Jammertal, Steinendorf, Siebels, Löhdorf, Börkhaus, Auenberg, Wiefeldick und Aufderbech.

## Etymologie
Der Ortsname wurde an den seit dem Mittelalter bestehenden Ort Löhdorf angelehnt. Das Präfix Löh- oder historisch Loh- in dem Ortsnamen ist von dem Flurnamen Loch abgeleitet. Der Ortsname wird also als Dorf am Buschwald, Gebüsch gedeutet.

## Geschichte
Neu-Löhdorf entstand im Jahre 1822 als Standort einer evangelischen Schule. Das Gebäude wurde 1824 fertiggestellt und die Schule um 1876 entkonfessionalisiert. Ab 1901 war die Schule allerdings eine katholische Volksschule, bis sie 1931 aufgelöst wurde. Während des Zweiten Weltkriegs diente das Anwesen als Außenstelle der Solinger Stadtverwaltung, bevor das Gebäude ab 1948 wieder als Dependance der Schule Löhdorf und später der Grundschule Aufderhöhe schulisch genutzt wurde. Mit dem Neubau der Grundschule Uhlandstraße wurde das Gebäude in Neu-Löhdorf aufgegeben und 1977 größtenteils abgerissen, nur der von der Bauflucht der Straße etwas zurückliegende eingeschossige Teil blieb bestehen. Dort ist bis heute der städtische Kinder- und Jugendtreff Aufderhöhe untergebracht.
Neu-Löhdorf wurde in den Ortsregistern der Honschaft Barl innerhalb des Amtes Solingen geführt. Die Topographische Aufnahme der Rheinlande von 1824 verzeichnet den Ort noch nicht, die Preußische Uraufnahme von 1844 nur als Schule. In der Topographischen Karte des Regierungsbezirks Düsseldorf von 1871 ist der Ort nur unbenannt enthalten. Als Neu-Löhdorf benannt erscheint er erstmals in der Preußischen Neuaufnahme von 1893. Nach Gründung der Mairien und späteren Bürgermeistereien Anfang des 19. Jahrhunderts gehörte Neu-Löhdorf zur Bürgermeisterei Merscheid, die 1856 zur Stadt erhoben und im Jahre 1891 in Ohligs umbenannt wurde. Mit der Städtevereinigung zu Groß-Solingen im Jahre 1929 wurde Neu-Löhdorf in die neue Großstadt Solingen eingemeindet.
Der nach der Statistik und Topographie des Regierungsbezirks Düsseldorf als Hofstadt kategorisierte Ort besaß 1832 zwei Wohnhäuser und ein landwirtschaftliches Gebäude mit acht Einwohnern, davon einer katholischen und sieben evangelischen Bekenntnisses. Die Gemeinde- und Gutbezirksstatistik der Rheinprovinz führt den Ort 1871 mit zwei Wohnhäusern und 21 Einwohnern auf. Im Gemeindelexikon für die Provinz Rheinland von 1888 werden drei Wohnhäuser mit 17 Einwohnern angegeben. 1895 besitzt der Ortsteil zehn Wohnhäuser mit 72 Einwohnern.

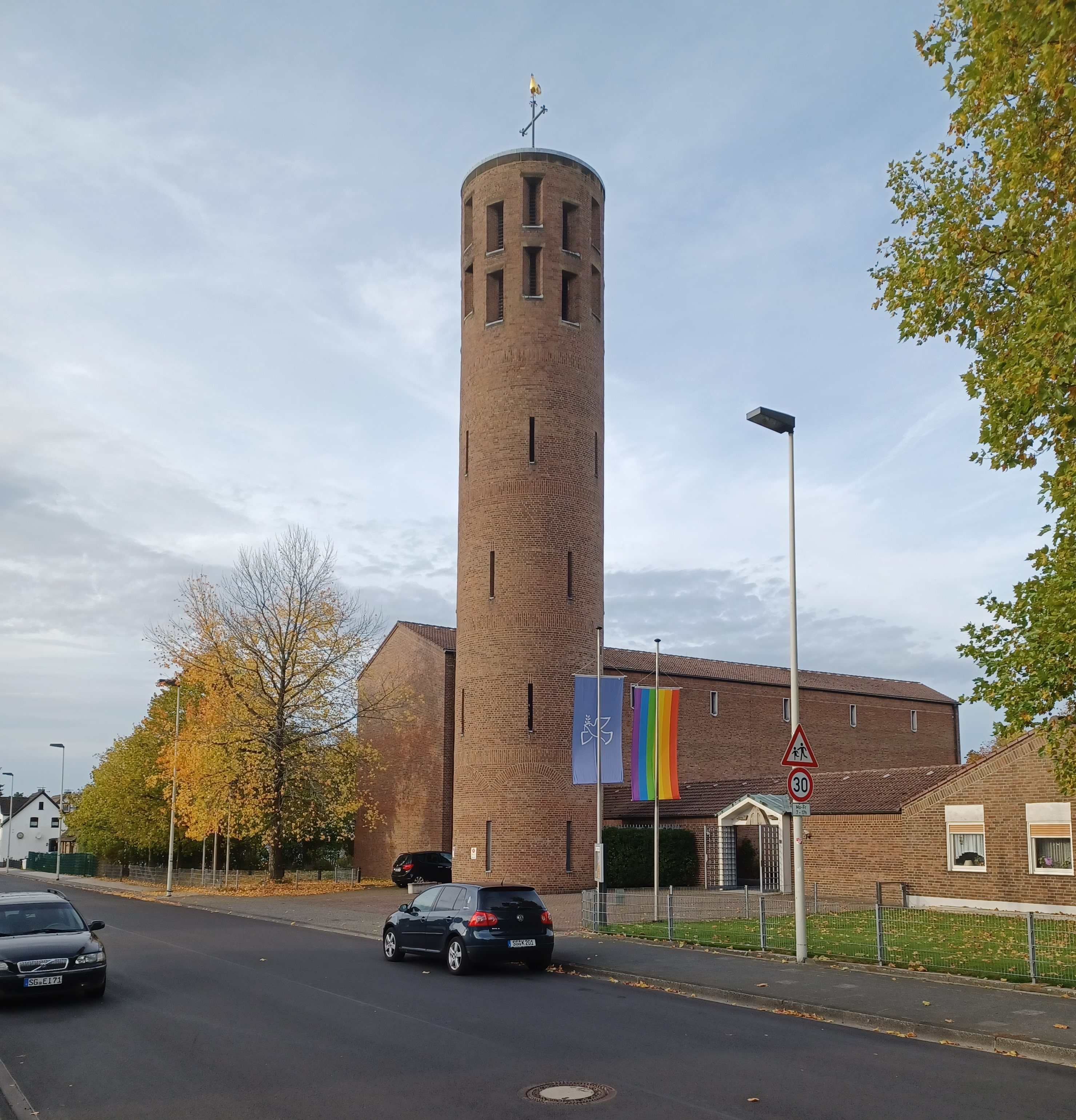
Kath. Kirche Liebfrauen in Neu-Löhdorf

Neu-Löhdorf verlor seine solitäre Lage erst in der ersten Hälfte des 20. Jahrhunderts, als es entlang der Friedenstraße in südliche Richtung baulich mit Siebels zusammenwuchs und sich auch an der Höhscheider Straße die Bebauung verdichtete. Eine erste katholische Kirche an der Wiefeldicker Straße wurde um 1910 erbaut. Nach Kriegszerstörung wurde sie 1960 abgebrochen. An gleicher Stelle entstand die neue katholische Liebfrauenkirche, deren Grundsteinlegung am 26. Juni 1960 erfolgte und die am 24. Dezember 1960 eingeweiht wurde. Nach dem Zweiten Weltkrieg errichtete die Wohnungsbaugenossenschaft Eigenheim neben dem Schulgebäude in Neu-Löhdorf zwischen 1954 und 1962 17 Mehrfamilienhäuser mit 120 Wohnungen mit öffentlichen Mitteln. In den Jahren 1972, 1973, 1993/94 sowie 2000 wurde die Siedlung durch weitere Neubauten vergrößert, so dass die Siedlung in Neu-Löhdorf inzwischen die größte der Genossenschaft ist. Der bislang letzte Neubau konnte 2019 fertiggestellt werden.